# Jaan Ehlvest
Jaan Ehlvest (ur. 14 października 1962 w Tallinnie) – estoński szachista i trener szachowy (FIDE Senior Trainer od 2014), reprezentant Stanów Zjednoczonych od 2006, arcymistrz od 1987 roku.

## Kariera szachowa
Pierwszym międzynarodowym osiągnięciem Elvesta było zdobycie w roku 1981 srebrnego medalu na mistrzostwach świata juniorów do lat 20 w Meksyku. Dwa lata później zwyciężył w rozegranych w Groningen mistrzostwach Europy juniorów w tej samej kategorii wiekowej. W roku 1986 zdobył tytuł mistrza Estonii, zaś w 1987 brązowy medal na mistrzostwach ZSRR. W tym samym roku zwyciężył w memoriale Borislava Kosticia we Vršacu oraz zajął II miejsce w turnieju międzystrefowym w Zagrzebiu i awansował do meczów pretendentów. Duży sukces odniósł w roku 1988 w Belfort, zajmując III miejsce (za Garrim Kasparowem oraz Anatolijem Karpowem, a przed całą światową czołówką) w turnieju z cyklu Puchar Świata. W tym samym roku spotkał się również w Saint John w I rundzie meczów pretendenckich z Arturem Jusupowem, ale mecz przegrał i odpadł z dalszych rozgrywek. Rok później odniósł kolejny sukces, zwyciężając przed Wasilijem Iwanczukiem i Anatolijem Karpowem w turnieju w Reggio Emilia. W roku 1994 zwyciężył (wraz z Lembitem Ollem) w otwartym turnieju New York Open. Trzykrotnie brał udział w mistrzostwach świata FIDE rozgrywanych systemem pucharowym, najlepszy rezultat uzyskując w roku 2001 w Moskwie (awansował wówczas do IV rundy, w której przegrał z Jewgienijem Bariejewem). W roku 2003 podzielił I miejsce w turnieju World Open w Filadelfii, natomiast rok później wydał swoją pierwszą książkę pt. The Story of a Chess Player (Historia szachisty). W 2008 zdobył w Boca Raton tytuł mistrza Ameryki.
W latach 1988–2004 wystąpił ośmiokrotnie na szachowych olimpiadach (w tym pięciokrotnie na I szachownicy drużyny Estonii). W swoim dorobku posiada dwa medale olimpijskie: złoty, zdobyty wraz z drużyną ZSRR w roku 1988 oraz brązowy, który otrzymał za wynik indywidualny na II szachownicy w roku 1994. Jest również drużynowym mistrzem świata z 1989 roku.
Najwyższy ranking w karierze osiągnął 1 października 1996, z wynikiem 2660 punktów dzielił wówczas 15. miejsce na światowej liście FIDE.

## Życie rodzinne
Bratem Jaana Ehlvesta był estoński pisarz, Jüri Ehlvest (1967-2006).

## Odznaczenia
- Order Estońskiego Czerwonego Krzyża IV Klasy – 2001[7]